# Hede (Avesta)
Hede – småort (miejscowość) w Szwecji, w regionie Dalarna, w gminie Avesta.